# Annot (tổng)
Tổng Annot là một tổng ở tỉnh Alpes-de-Haute-Provence trong vùng Provence-Alpes-Côte d'Azur.
Tổng này được tổ chức xung quanh Annot ở quận Castellane. Độ cao từ 515 m (Saint-Benoît) đến 2 183 m (Méailles) với độ cao trung bình là 895 m.

## Hành chính
| Giai đoạn | Ủy viên | Đảng           | Tư cách |
| --------- | ------- | -------------- | ------- |
| 2004-2010 |         | Jean Ballester |         |

## Các đơn vị hành chính
Tổng Annot gồm 7 xã với dân số 1 666 người (điều tra năm 1999, dân số không tính trùng)
| Xã           | Dân số | Mã bưu chính | Mã insee |
| ------------ | ------ | ------------ | -------- |
| Annot        | 988    | 04240        | 04008    |
| Braux        | 118    | 04240        | 04032    |
| Le Fugeret   | 168    | 04240        | 04090    |
| Méailles     | 87     | 04240        | 04115    |
| Saint-Benoît | 112    | 04240        | 04174    |
| Ubraye       | 85     | 04240        | 04224    |
| Vergons      | 108    | 04170        | 04236    |

## Thông tin nhân khẩu
| 1962                                                     | 1968  | 1975  | 1982  | 1990  | 1999  |
| -------------------------------------------------------- | ----- | ----- | ----- | ----- | ----- |
| 1 428                                                    | 1 604 | 1 473 | 1 632 | 1 715 | 1 666 |
| Nombre retenu à partir de 1962 : dân số không tính trùng |       |       |       |       |       |